# キリアナゴ
キリアナゴ(longfin African conger)は、アナゴ科の魚である。紅海、アフリカ東部からマルキーズ諸島、イースター島までのインド洋、太平洋に分布する。北限は日本南部の小笠原諸島、南限はオーストラリア北部のロード・ハウ島である。深度80mまでのところに生息し、体長は1.3mになる。